# Sphecodes guineensis
Sphecodes guineensis är en biart som beskrevs av Joseph Vachal 1903. Sphecodes guineensis ingår i släktet blodbin, och familjen vägbin. Inga underarter finns listade i Catalogue of Life.